# Martin-Joseph Mengal

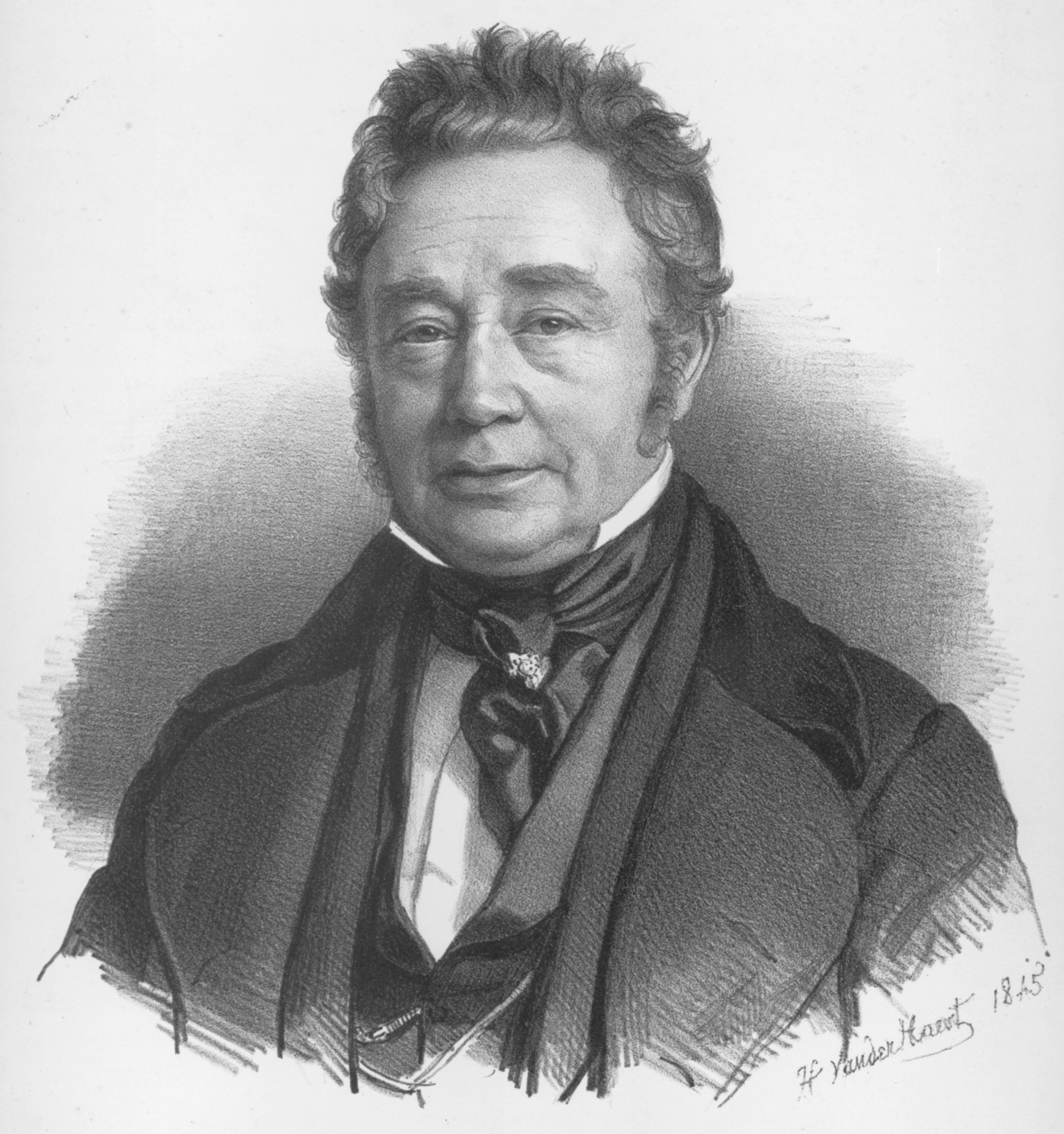
Martin-Joseph Mengal in 1845.

Martin-Joseph Mengal (Gent, 27 januari 1784 – aldaar, 4 juli 1851) was een Belgisch componist, hoornist en muziekpedagoog.

## Familie
Vader Josephus Mengal en moeder Maria Van Hamme lieten hem op zijn geboortedag dopen in de Sint-Baafskathedraal . Broer Jean-Baptiste Mengal was ook een hoornist; hierdoor werd Martin-Joseph aangeduid als l’aîné. Martin Joseph was zelf getrouwd met Adelaida Francisca Isabella Dreux. Hij was ridder binnen de Leopoldsorde

## Opleiding
Martin-Joseph Mengal kreeg zijn eerste muziekonderricht van zijn vader, die hoorn speelde aan de Gentse Opera. Op zijn twaalfde speelde de jonge componist reeds vioolconcerto’s voor een publiek en een jaar later speelde hij net zoals zijn vader hoorn in het orkest van de Gentse opera. In 1804 verhuisde hij naar Parijs om er te studeren aan het Parijse conservatorium. 

## Loopbaan

### Parijs
In december 1804 werd hij aangesteld als hoornist bij de Franse Garde Impérial, waar hij bleef tot in 1807. Daarna ging Mengal aan de slag als eerste hoornist bij Théâtre de l'Odéon en vanaf 1812 bekleedde hij diezelfde positie aan de Opéra-Comique. Hij zou er dertien jaar in dienst blijven: hierdoor kende een aantal van zijn opera’s hun creatie in dit theater.

### Gent
In 1824 keerde Mengal terug naar Gent, waar hij in 1825 directeur-dirigent werd van de Gentse Opera (Zaal Sint Sebastiaan, Kouter). Nadat de Belgische Revolutie was uitgebarsten, werd de Gentse opera echter gesloten en trok hij naar Antwerpen en Den Haag om er te dirigeren aan het Théâtre français en de Koninklijke Schouwburg respectievelijk.
Bij de oprichting van het Conservatorium van Gent in 1835 werd Mengal door Jan Frans Willems aangespoord om de eerste directeur van deze nieuwe school te worden. François-Auguste Gevaert is Mengals bekendste leerling uit deze periode. Mengal overleed ten slotte in Gent op 4 juli 1851.

## Vernoemingen
In de gebouwen van de Conservatorium van Gent is een concertzaal naar hem genoemd. Gent kent een Jozef Mengaldreef in het Citadelpark.
- Biblioteca Nacional de España: XX1595424
- Bibliothèque nationale de France: cb14841387w (data)
- Gemeinsame Normdatei: 130686360
- International Standard Name Identifier: 0000 0000 5933 8779
- Library of Congress Control Number: n78068288
- MusicBrainz: 2fcd3b0d-1ab6-41b2-a802-64142c03ab5b
- Nationale Bibliotheek van Israël: 987007404147205171
- Nederlandse Thesaurus van Auteursnamen: 148745393
- Système universitaire de documentation: 135420067
- Virtual International Authority File: 5197191
- WorldCat: E39PBJth3GgRmBx6Rw6fWcQyVC